# Filip Čermák (Tuchoměřický)
Filip Čermák, křtěný Filip Štěpán (7. května 1798 Tuchoměřice – 24. června 1877 Liběchov), by český katolický kněz, vlastenec, národní buditel a publicista.

## Život
Filip Čermák se narodil v Tuchoměřicích do rodiny mlynáře Václava Čermáka a jeho ženy Anny rozené Ortmanové. Základní vzdělání získal patrně na tuchoměřické škole. V mládí se seznámil s J. Jungmannem a V. K. Klicperou a po jejich vyprávění o těžkém životě na studiích se rozhodl státi se knězem.
V roce 1821 začal studovat teologii, v roce 1825 byl vysvěcen a následně působil jako kaplan v Medonosích a od roku 1840 jako kněz v Liběchově. Zde úzce spolupracoval s majitelem liběchovského panství A. Veithem, kterého mj. upozornil na mladého nadaného řezbáře Václava Levého.
V roce 1862 založil společně z Fr. Palackým spolek Svatobor, který mj. existuje i dnes. V roce 1864 zakoupil za 10 000 zlatých dlužní úpisy města Prahy a tyto odevzdal F. Palackému a F. L. Riegrovi a požádal je aby výnosy z nich posloužily prostřednictvím spolku Svatobor, ve prospěch původnímu české dílu z oblasti krásné i vědecké literatury. Rovněž se finančně podílel na vybudování Jungmannova pomníku v Praze.
Důstojný pán Filip Čermák zemřel v roce 1877 v Liběchově.
Filip Čermák pracoval bezmála 37 let jako vychovatel u majitele zámku A. Veitha v Liběchově, kde udržoval národní vědomí a podporoval rozvoj českého jazyka. Zde jej rovněž navštěvovalo mnoho tehdejších spisovatelů a malířů. Stal se též mecenášem pro „účely literární“ odkázal nemalé finanční prostředky.

## Dílo
- Vzpomínková báseň na Antonína Veitha
- Stať "O pěstování vína v Čechách"